# Aridius arcuata
Aridius arcuata es una especie de coleóptero de la familia Latridiidae.

## Distribución geográfica
Habita en Vietnam.